# Jus angariae
Onder jus angariae wordt verstaan het internationale recht van oorlogvoerende staten om eigendommen van neutrale staten in beslag te nemen, te gebruiken of te vernietigen als dat nodig is, mits ze onder de rechtsmacht van die oorlogsvoerende staat vallen en er dringende noodzaak toe bestaat, maar wel met volledige financiële compensatie voor de eigenaren. Ook het onder die voorwaarden in beslag nemen en gebruiken van koopvaardijschepen die onder neutrale vlag in hun havens liggen en ze gebruiken voor oorlogsvoering, valt hieronder.

## Toepassing in de geschiedenis
Het eerste verdrag over de afschaffing van dit recht werd gesloten tussen Frankrijk en Denemarken in 1645. Vervolgens werden vergelijkbare verdragen tussen de meerderheid van zeevarende naties gesloten. In de tweede Vredesconferentie van Den Haag in 1907 werd angaria tot flagrante schending van de neutraliteit verklaard, ook om zo de juridische status van neutrale staten ten tijde van oorlog vast te leggen.
Desondanks stelden in de Eerste Wereldoorlog de oorlogvoerende staten angaria weer in. Zo werden in maart 1918 alle Nederlandse schepen in Britse en Amerikaanse havens in beslag genomen, ondanks het protest van de Nederlandse regering. De Amerikanen namen ook een aantal Noorse schepen in beslag.
Ook in de Tweede Wereldoorlog werd angaria gebruikt. In juni 1941 werd in de Verenigde Staten een wet aangenomen die de president het recht gaf om desnoods met geweld gebruik te maken van koopvaardijschepen onder neutrale vlag in Amerikaanse havens, mits de eigenaren de schade vergoed kregen.

## Etymologie
Het begrip is afgeleid van het Latijnse angaria, op zijn beurt afgeleid van het Griekse ἀγγαρεία (angareia). Het is waarschijnlijk van Perzische oorsprong waar het een andere betekenis heeft, namelijk koerierdienst van de vorst.